# Xu Beihong
Xu Beihong (vereenvoudigd Chinees: 徐悲鸿; traditioneel Chinees: 徐悲鴻; 19 juli 1895 – 26 september 1953) was een Chinese kunstschilder uit Yixing, in de provincie Jiangsu. Hij is met name bekend om zijn inktschilderijen van paarden en vogels. Xu was een van de pioniers aan het begin van de 20e eeuw die westerse invloeden verwerkten in de Chinese schilderkunst en een van de eerste Chinezen die met olieverf werkte.

## Biografie
Toen Xu Beihong zes jaar was begon zijn vader Xu Dazhang hem te onderwijzen in de klassieke werken en Chinese kalligrafie en toen hij negen jaar was in de Chinese schilderkunst. In 1915 verhuisde hij naar Shanghai. Hier leefde hij van de verkoop van zijn werken. In 1917 reisde hij naar Tokio in Japan om hier de schilderkunst te bestuderen. Terug in China kreeg hij van Cai Yuanpei (1868–1940) een leerstoel aan de Universiteit van Peking.

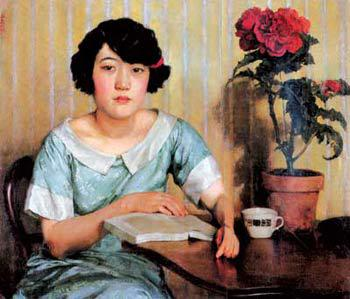
Jiang Biwei aan tafel (1925)

Vanaf 1919 volgde Xu een studie aan de École nationale supérieure des beaux-arts in Parijs. Hier leerde hij werken met olieverf en tekenpotlood. Hij maakte enkele studiereizen in Europa en observeerde er de westerse schilderkunst. Xu keerde in 1927 terug naar China. Hij gaf een korte periode schilderles aan de Universiteit van Nanjing. In 1933 organiseerde Xu een tentoonstelling van moderne Chinese schilders die studiereizen hadden gemaakt naar Frankrijk, Duitsland, België, Italië en de Sovjet-Unie.
Tijdens de Tweede Wereldoorlog zamelde hij geld in voor Chinese oorlogsslachtoffers door tentoonstellingen te geven in Zuidoost-Azië. In de Victoria Memorial Hall in Singapore hield hij in maart 1939 een groepstentoonstelling van 171 Chinese schilderwerken, waaronder die van Ren Bonian (1840–1896) en Qi Baishi (1864–1957). Tijdens zijn reizen ontmoette hij bekendheden als Rabindranath Tagore en Mahatma Gandhi en deed hij veel inspiratie op. Werken als De domme oude man die de bergen verwijderde, Naar een gedicht uit de Zes Dynastieën, Portret van Ms. Jenny en Leg je zweep neer werden in deze periode gemaakt.
In 1953 stierf Xu Beihong aan een beroerte. In zijn woning in Peking werd het Xu Beihong-herdenkingsmuseum gevestigd. Zijn vrouw Liao Jingwen was er curator tot haar dood in juni 2015.

## Werk
Xu Beihong was zowel bedreven in het werken met olieverf als met gewassen inkt. Zijn meeste schilderwerken maakte hij echter in de traditionele Chinese stijl. In zijn poging om de Chinese schilderkunst te vervolmaken integreerde hij westerse compositiemethodes in zijn inktschilderingen. Deze voerde hij uit in ferme, maar precieze penseelstreken.

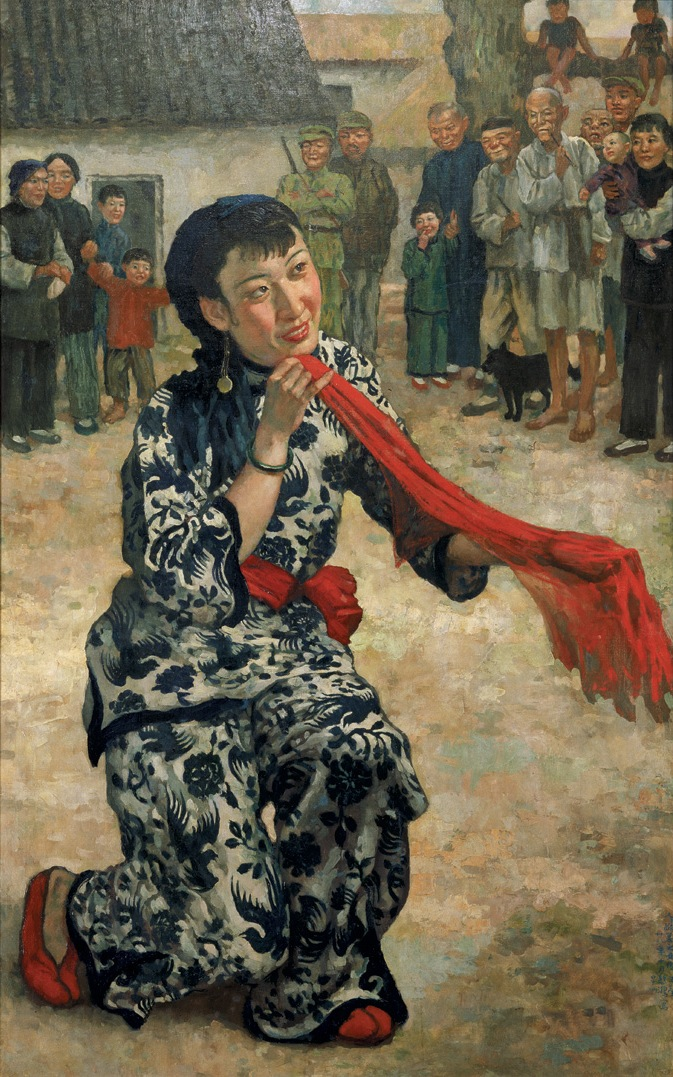
Leg je zweep neer (1939)
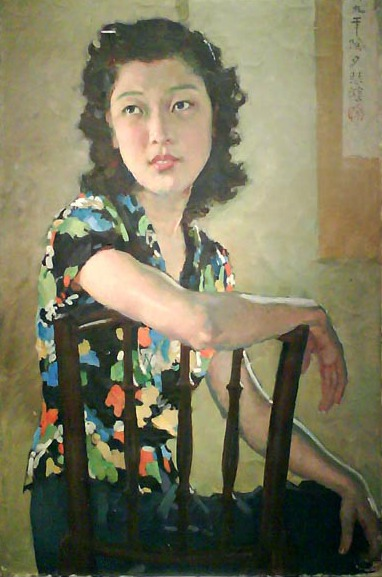
Portret van een jonge vrouw (1940)
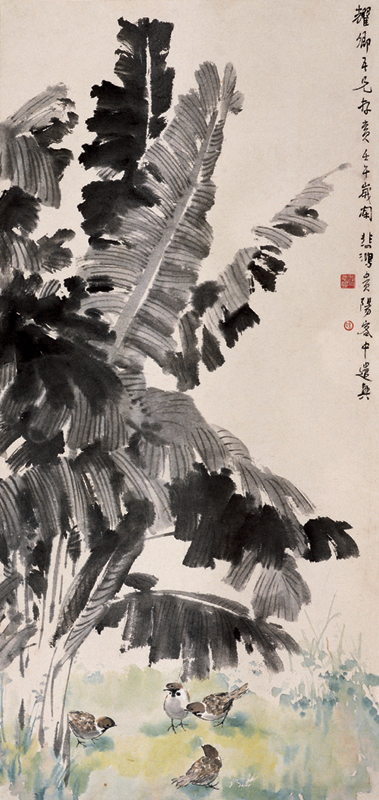
Bananenbomen met mussen (1942)

- Bibsys: 90395760
- Biblioteca Nacional de España: XX5054980
- Bibliothèque nationale de France: cb14943484s (data)
- CiNii: DA15243163
- Gemeinsame Normdatei: 129410829
- International Standard Name Identifier: 0000 0000 8070 100X
- Library of Congress Control Number: n81058326
- Nationale Bibliotheek van Letland: 000313205
- Bibliotheek van het Japanse parlement: 00623934
- Nationale Bibliotheek van Tsjechië: jn20000701747
- Nationale bibliotheek van Australië: 36730811
- Nationale Bibliotheek van Israël: 987007319665705171
- Nationale Bibliotheek van Polen: a0000003035955
- Nederlandse Thesaurus van Auteursnamen: 153232374
- Réseau des bibliothèques de Suisse occidentale: 02-A025027569
- RKD-Nederlands Instituut voor Kunstgeschiedenis: 355805
- Système universitaire de documentation: 130456764
- Trove: 1438665
- Union List of Artist Names: 500328342
- Virtual International Authority File: 28149543
- WorldCat: E39PBJrKTCV7D63rtvPYwPGmBP